# 电荷斥力
电荷斥力是指原子中电子层对同它具有相同电荷的另外原子的电子层之间的排斥力。例如同樣帶正電的質子之間就會有斥力。根據庫侖定律，電荷斥力的大小與二者的電量乘積成正比，與二者的距離平方成反比。